# Illuvialhorizont
Der Illuvialhorizont ist der Einwaschungs- oder Anreicherungshorizont einer Bodenschicht in der Geologie und Bodenkunde.
Die Schicht ist deutlich zum darüberliegenden Eluvialhorizont abgegrenzt und je nach den dominierenden Verlagerungsprodukten schwarz (Aluminium) bis rostrot (Eisen) gefärbt.
Aus der oberen Bodenschicht eingewaschene, niedermolekulare Verbindungen wie Polysaccharide, Carbonsäuren und wasserlösliche niedermolekulare Huminstoffe (z. B. Fulvosäuren) bilden zusammen mit Aluminium- und Eisenionen metallorganische Komplexe (Chelat). Werden wegen niedrigen pH-Werts im Boden weitere Ionen gebunden, können die Komplexe ausflocken. Liegt im Unterboden dagegen ein erhöhter Calcium-Gehalt (höherer pH-Wert) vor, kann das zum Verfall der Komplexe, zur Flockung oder zu einer Polymerisation der niedermolekularen Säuren führen.
Die angereicherten Stoffe wirken im Ablagerungsbereich zumal bei wiederholter Austrocknung stabilisierend bzw. verfestigend. Der entstandene B-Horizont kann durch die Einlagerung humusreich (Bh-Horizont), eisenreich (Bs-Horizont) oder tonreich (Bt-Horizont) werden.

## Vorkommen
- in Parabraunerden durch Lessivierung als
  - Bt-Horizont (Ausflockung der aus dem oberhalb liegenden Al-Horizont verlagerten Tonteilchen)
- in Podsolen durch Podsolierung als
  - Bh-Horizont (Einwaschung von Humus)
  - Bs-Horizont (Ausfällung von Eisen- und Aluminiumhydroxiden)